# Mattpiska

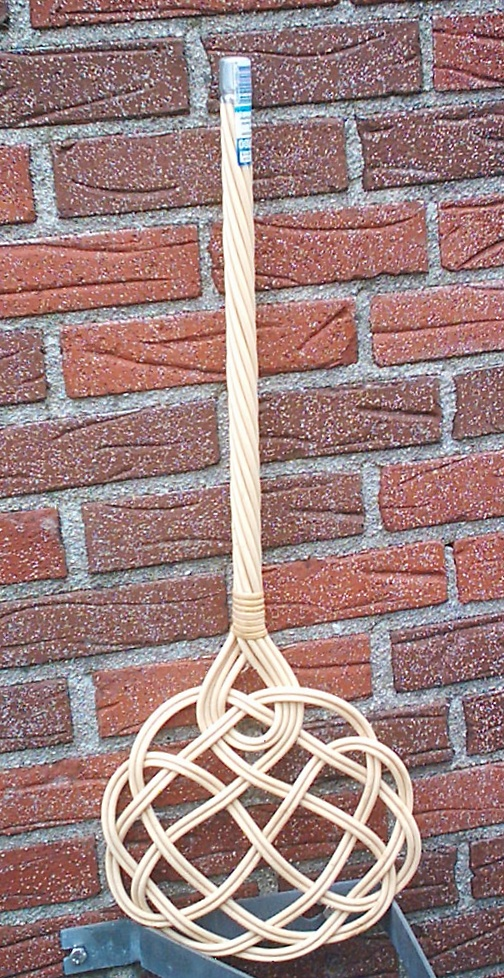
Mattpiska.

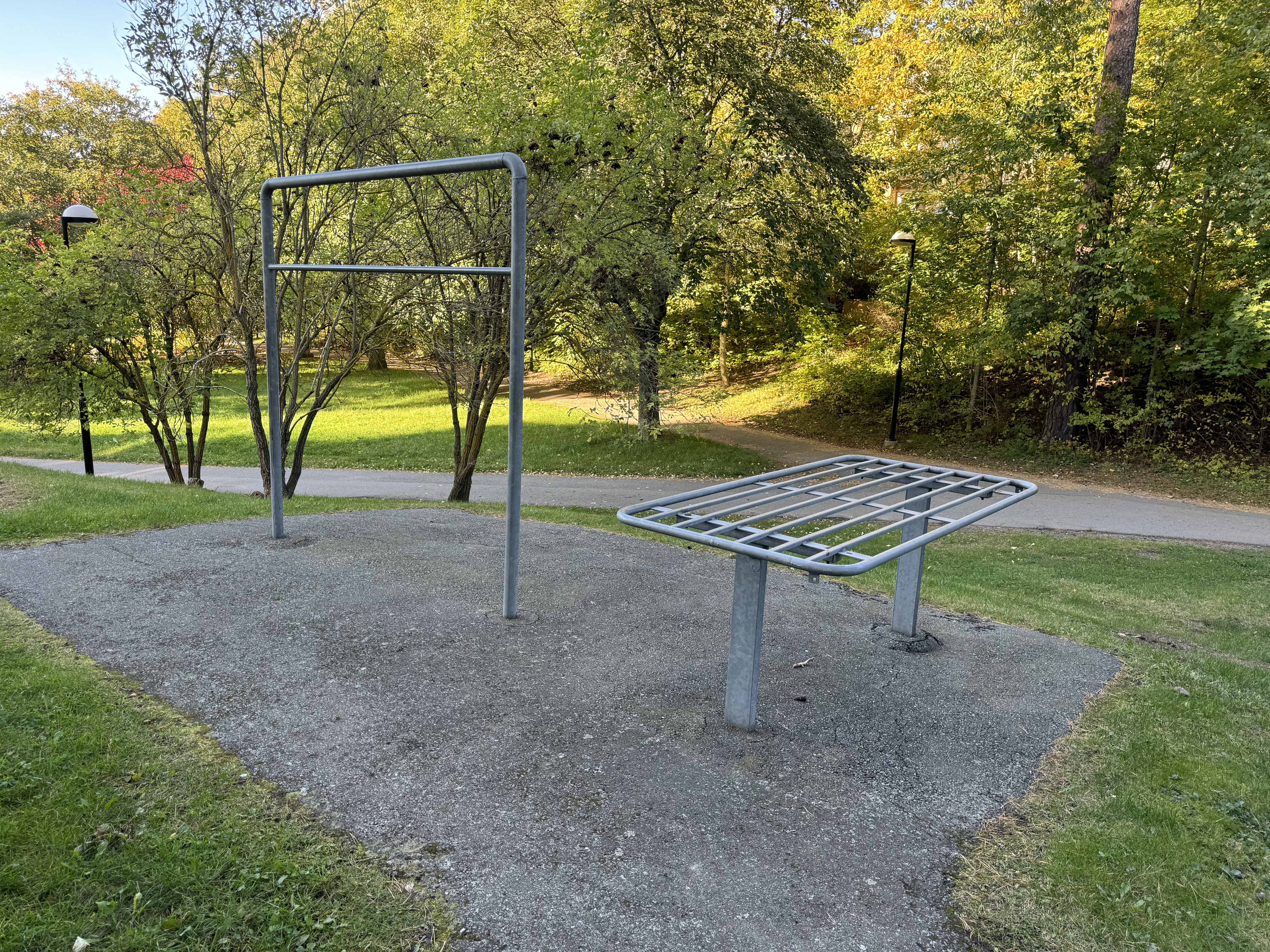
Piskställning i Blackeberg, Stockholm, 2024.

Mattpiska, eller mattpiskare, är ett redskap för att slå ut damm ur en matta. Klassiska material i mattpiskor är flätad rotting eller bambu. Mattor kan piskas på en särskild piskställning. I flerfamiljshus är det ibland förbjudet att piska mattor på balkongen.
Ordet mattpiskare är belagt i svenska språket sedan 1871.